# Прокопенко Ігор Григорович
Прокопенко Ігор Григорович (нар. 3 травня 1948, Овруч) — український вчений, фахівець у галузі теорії обробки сигналів і даних, професор кафедри телекомунікаційних та радіоелектронних систем факультету аеронавігації, електроніки та телекомунікацій Державного університету «Київський авіаційний інститут», почесний професор Харбінського технологічного інституту.

## Біографія
Народився 3 травня 1948 в Овручі Житомирської області у сім’ї офіцера.
У 1972 році здобув вищу освіту за спеціальністю «Технічна експлуатація авіаційного радіообладнання», навчаючись на радіотехнічному факультеті Київського інституту інженерів цивільної авіації. Того ж року почав працювати в інституті на посаді інженера служби радіонавігації та радіолокації навчального радіополігону.
У 1977 році став асистентом кафедри радіоприймальних пристроїв. Будучи асистентом кафедри 12 березня 1981 року зміг отримати науковий ступінь кандидата технічних наук за спеціальністю «05.12.04 – радіолокація та радіонавігація». Тема дисертації була «Дослідження ефективності інваріантних вирішальних правил, які використовують порядкові статистики, у задачах виявлення радіолокаційних сигналів», захист дисертації відбувся у Московському інституті інженерів цивільної авіації. Згодом отримав вчене звання доцента та з 1985 року став обіймати посаду доцента кафедри технічної експлуатації авіаційного радіоелектронного обладнання. Через два роки став доцентом кафедри автоматизації прийому та обробки інформації.
23 листопада 1990 року отримав ступінь доктора технічних наук за спеціальністю «05.12.21. – радіотехнічні системи спеціального призначення», захист дисертації відбувся у Харківському авіаційному інститут. З 1991 року займав посаду професора кафедри автоматизації прийому й обробки інформації. З 1995 працює за сумісництвом у Науково-дослідному інституті проблем військової медицини Збройних Сил України, де створив і тривалий час очолював науково-дослідний відділ автоматизованих інформаційних систем. З 1999 року професор кафедри інформаційно-вимірювальних систем.
З 2003 по 2016 роки був завідувачем кафедри радіоелектронних комплексів.
Під час другого Науково-технічного Форуму України і Китаю, який проходив з 3 по 11 липня 2016 року в Харбінському технологічному інституті (Харбін), Прокопенко отримав звання «Почесний професор Харбінського Технологічного Інституту».
На разі є професором кафедри телекомунікаційних та радіоелектронних систем Факультету аеронавігації, електроніки та телекомунікацій.

## Наукові роботи
За всю наукову діяльність Прокопенко Ігор опублікував понад 250 наукових та навчально-методичних праць. З них 150 статей у фахових виданнях та бібліографічних базах, монографія, підручник, 6 навчальних посібників, 22 запатентовані винаходи на способи та пристрої обробки сигналів.

### Основні опубліковані праці
- Э. А. Корнильев, И. Г. Прокопенко, В.М. Чуприн. Устойчивые алгоритмы в автоматизированных системах обработки информации. – К.: ”Техніка”, 1989.-224 с[13].
- І. Г. Прокопенко. Методи і засоби обробки сигналів. Оцінювання, виявлення, фільтрація: підручник./ І.Г. Прокопенко. –  К.: НАУ, 2003. – 200 с.
- І. Г. Прокопенко. Статистична обробка сигналів: навч. посіб./ І.Г. Прокопенко.- К.: НАУ, 2011. – 220 с.
- Prokopenko I.G. Statistical Synthesis of the Robust Signal Detection Algorithms in the Conditions of Aprioristic Uncertainty / Bulgarian academy of sciences. Cybernetics and information technologies. – Volume 12, No X. – Sofia, 2015[14].
- Prokopenko I.G. Robust methods and algorithms of signal processing // MRRS 2017 – 2017 IEEE Microwaves, Radar and Remote Sensing Symposium, Proceedings, pp. 71-74.
- Prokopenko I., Petrova Y., Khmelko Y., Samoylenko M. Stable detection algorithms for radar application // MRRS 2017 – 2017 IEEE Microwaves, Radar and Remote Sensing Symposium, Proceedings, pp. 75-77.
- Prokopenko I.G., Vovk V. Iu, Omelchuk I.P., Chirka Yu. D., Prokopenko K. I. Local trajectory parameters estimation and detection of moving targets in Rayleigh noise // Технология и конструирование в электронной аппаратуре.-2014. – № 1. – C. 23-35[15].
- Prokopenko I., Martynchuk I. Optimization of smoothing parameter by kernel estimation of probability density distribution // Proseedings of the National Aviation University. – 2014. – № 4 (61). – С.87-91[16].
- Прокопенко І.Г. Методи і засоби обробки сигналів. Оцінювання параметрів сигналів і завад. Навч. посібник.-К.: КМУЦА.-1997.-92 с.
- Прокопенко І.Г., Козлов В.С., Корнільєв Е.А. Основи автоматизації проектування РЕА. Конспект лекцій.-К.: НАУ.-2001.-137 с.
- Корнильев Э.А., Прокопенко И.Г. Устойчивые алгоритмы обработки сигналов в информационных системах.-К.: Техника,1989.-224 с.
- Белецкий А.Я., Корнильев Э.А., Прокопенко И.Г., Семенов А.А. Цифровая обработка сигналов в РЭС: Уч. пособие,-К., КИИГА, 1983.-С.- 40.
- Прокопенко I.Г., Корнільєв Е.А. Математичні моделі в обрахунках на ЕОМ: Конспект лекцій. К.: КМУЦА, 1995. С.-68.
- Корнильев Э.А., Прокопенко И.Г. Прием и обработка сигналов.: Конспект лекций. К.: КМУГА, 1997. С. -68.
- L.P.Ligthart, F. J. Yanovsky & I. G. Prokopenko. Adaptive Algorithms for Radar Detection of Turbulent Zones in Clouds and Precipitation. IEEE TRANSACTION ON AEROSPASE AND ELECTRONIC SYSTEMS, JANUARY 2003/ VOLUME 39/NUMBER 1/ISSN 0018-925/, 357-367 P[17].